# جيفيرسون أنطونيو ألفيس دوبين
جيفيرسون أنطونيو ألفيس دوبين (19 أكتوبر 1972 في البرازيل – )؛ هو لاعب كرة قدم سابق كان يلعب كلاعب وسط.

## وصلات خارجية
- جيفيرسون أنطونيو ألفيس دوبين على موقع رابطة كرة القدم اليابانية للمحترفين (اليابانية)